# كارين شاندلير
كارين شاندلير (بالإنجليزية: Karen Chandler)‏ هي مغنية أمريكية، ولدت في 1 سبتمبر 1923 في ريكسبورغ في الولايات المتحدة، وتوفيت في 3 نوفمبر 2010.

## وصلات خارجية
- كارين شاندلير على موقع IMDb (الإنجليزية)
- كارين شاندلير على موقع ميوزك برينز (الإنجليزية)
- كارين شاندلير على موقع ميوزك برينز (الإنجليزية)
- كارين شاندلير على موقع أول ميوزيك (الإنجليزية)
- كارين شاندلير على موقع أول ميوزيك (الإنجليزية)
- كارين شاندلير على موقع ديسكوغز (الإنجليزية)
- كارين شاندلير على موقع ديسكوغز (الإنجليزية)